# Aliança Democrática
De Aliança Democrática (AD) (Democratische Alliantie) is een centrumrechtse politieke alliantie in Portugal, op 7 januari 2024 in de aanloop van de Portugese parlementsverkiezingen 2024 gevormd door de Partido Social Democrata (PPD/PSD), de Partido do Centro Democrático e Social / Partido Popular (CDS-PP), de Partido Popular Monárquico (PPM) en onafhankelijke persoonlijkheden. De oprichters waren Luís Montenegro van de PPD/PSD, Nuno Melo van de CDS-PP en Gonçalo da Câmara Pereira van de PPM, evenals verschillende onafhankelijke persoonlijkheden.
De alliantie behaalde onder leiding van Luís Montenegro bij de parlementsverkiezingen dat jaar 1.758.035 stemmen wat staat voor 28,6% en wat hen 80 van de 230 zetels van de Assembleia da República opleverde. Luís Montenegro werd de premier van een minderheidsregering gesteund door de AD.